# Сијера Вилиџ (Калифорнија)
Сијера Вилиџ (енгл. Sierra Village) насељено је место без административног статуса у америчкој савезној држави Калифорнија.

## Демографија
По попису из 2010. године број становника је 456.
| Група             | 2000.    | 2010.       |
| Белци             | 0 (0,0%) | 399 (87,5%) |
| Афроамериканци    | 0 (0,0%) | 3 (0,7%)    |
| Азијати           | 0 (0,0%) | 3 (0,7%)    |
| Хиспаноамериканци | 0 (0,0%) | 36 (7,9%)   |
| Укупно            | 0        | 456         |